# Mitsubishi J8M
Il Mitsubishi J8M Shūsui (in giapponese: 三菱 J8M 秋水, letteralmente "acqua autunnale", usato come termine poetico con il significato di "Spada affilata") era un caccia intercettore con motore a razzo realizzato dall'azienda giapponese Mitsubishi Heavy Industries negli anni quaranta e basato sul tedesco Messerschmitt Me 163 Komet.

## Storia del progetto
Tra la fine del 1943 e l'inizio del 1944 il Giappone acquistò i diritti per la costruzione su licenza del Messerschmitt Me 163A, che all'epoca era giunto alle fasi di messa a punto, e del relativo motore a razzo Walter HWK 109-509.
L'avventura cominciò nel peggiore dei modi quando, nel viaggio verso il Giappone il sottomarino I-29 che trasportava un esemplare di Me 163A ed i relativi piani di costruzione, venne affondato dagli alleati.
Le autorità nipponiche riuscirono tuttavia ad entrare in possesso di un manuale di istruzioni del velivolo e di un esemplare del motore a razzo. Venne pertanto affidato alla Mitsubishi l'incarico di progettare l'aereo e di realizzare il motore.
Il lavoro procedette contemporaneamente su due fronti: da un lato venne approntata la cellula dell'aereo, che venne testata in una versione senza motore, dall'altro si procedette all'adattamento del propulsore agli standard produttivi giapponesi.
Sul finire del 1944 erano pronti tre prototipi dell'aereo (in pratica dei veri e propri alianti). Denominati MXY8 e testati in volo, diedero buoni risultati tanto che sia la Marina che l'Esercito ordinarono la costruzione di esemplari destinati all'addestramento dei piloti (fase necessaria, alla luce dell'estrema novità rappresentata dal tipo di velivolo).
Successivamente venne progettata un'altra versione dell'aliante conosciuta come MXY9, questo modello sarebbe stato mosso da un motore a getto Tsu-11, ma non entrò mai in sviluppo.
La costruzione dei modelli da addestramento venne affidata alle aziende Maeda Koku Kenkyujo e Yokoi Koku KK; in tutto vennero prodotti 50 esemplari, con i quali si diede il via al programma di addestramento.
Nel frattempo la Mitsubishi completò i prototipi definitivi; l'aereo era sostanzialmente identico al Me 163A, del quale riprendeva sia il sistema di decollo con carrello sganciabile che quello di atterraggio sul pattino ventrale.
Il primo volo si svolse a Yokosuka, il 7 luglio 1945, ma ebbe esito disastroso: un malfunzionamento del propulsore a razzo, in fase di salita dopo il decollo, fece precipitare il velivolo. Nell'incidente perse la vita il pilota collaudatore Toyohiko Inuzuka.
I tecnici della Mitsubishi riuscirono a risalire alla causa dell'incidente (un difetto nell'impianto di alimentazione del motore), ma nel frattempo il conflitto era terminato ed il J8M non divenne mai operativo.

### Sviluppi previsti
La Marina aveva programmato lo sviluppo di due versioni del velivolo: la J8M1, con armamento previsto in due cannoni da 30 mm e la J8M2, che avrebbe dovuto avere serbatoi maggiorati a discapito dell'armamento ridotto ad un solo cannone.
L'Esercito, che ridenominò secondo il suo sistema di designazione Ki-200, intendeva affidare alla Rikugun Kokugijutsu Kenkujo lo sviluppo di una versione migliorata, ribattezzata Ki-202.
La fine della guerra decretò, ovviamente, l'abbandono di qualsiasi programma.

## Utilizzatori
Giappone
- Dai-Nippon Teikoku Rikugun Kōkū Hombu
- Dai-Nippon Teikoku Kaigun Kōkū Hombu

## Esemplari attualmente esistenti

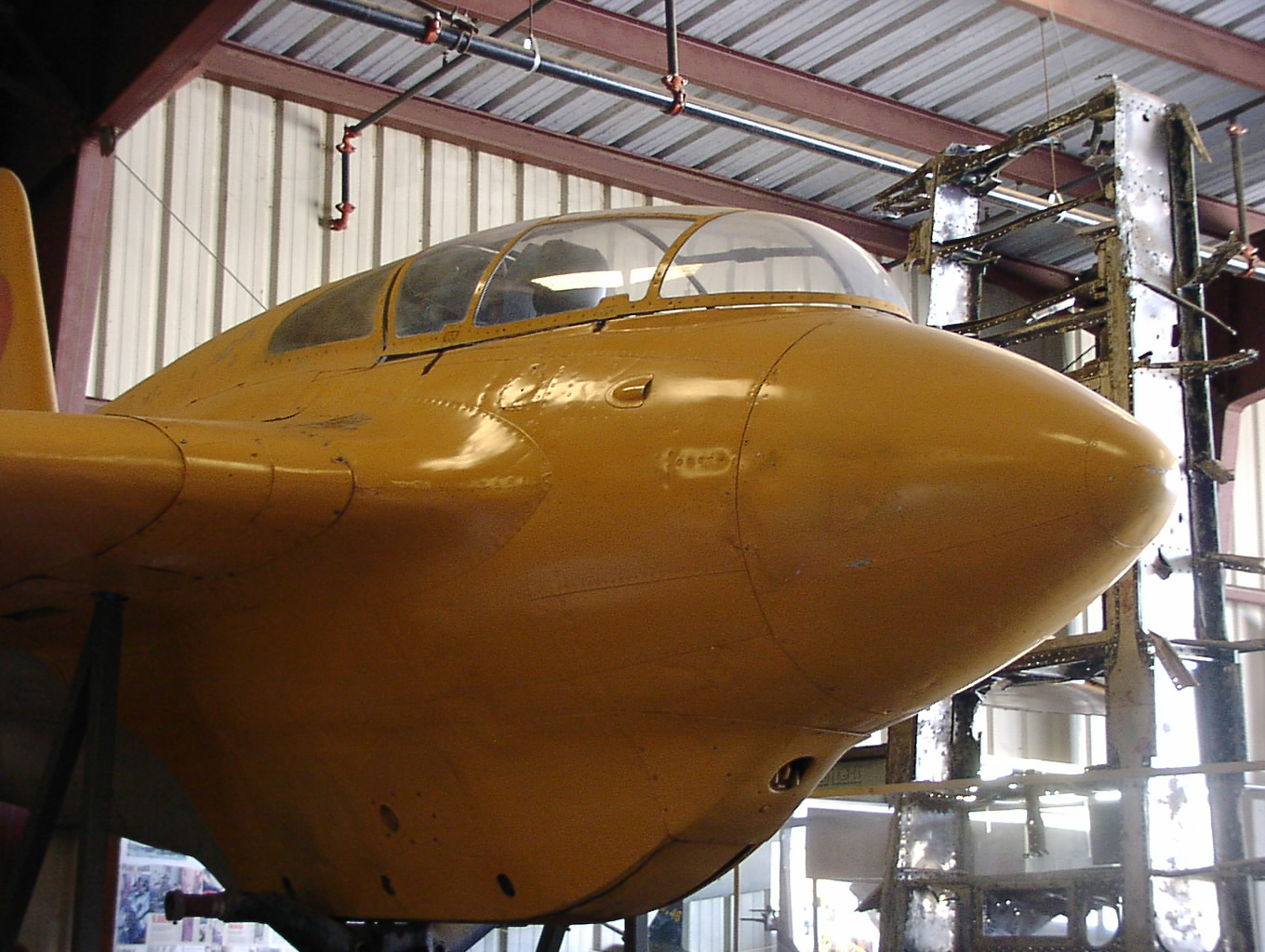
Uno dei due esemplari sopravvissuti, quello esposto presso la sezione californiana del Planes of Fame Air Museum, a Chino.

Alla fine del conflitto, nel novembre 1945, due esemplari vennero requisiti dalle forze armate statunitensi ed inviati, tramite la portaerei di scorta USS Barnes, in patria per valutazioni comparative. Il primo dei due, nr. 403, immatricolato con la designazione provvisoria FE-300/T2-300, è ora esposto a Chino, in California, presso la locale sezione del Planes of Fame Air Museum. Il secondo, del quale non è noto il numero di matricola originale, venne consegnato alla Naval Air Station Glenview, nell'Illinois; all'ottobre 1946 risultava ancora in carico alla base aeronavale ma in seguito venne demolito.
Nel 1960 in Giappone venne scoperto, occultato in una grotta, una fusoliera quasi completa ma molto danneggiata. Consegnato alle autorità della Kōkū Jieitai, il relitto rimase in esposizione presso la base aerea di Gifu fino al 1999, anno in cui venne rilevato dalla Mitsubishi che provvide al suo restauro e completamento. L'esemplare ora è esposto nel museo aziendale, il Komaki Plant Museum.